# Liste der Kulturdenkmäler in Panzweiler
In der Liste der Kulturdenkmäler in Panzweiler sind alle Kulturdenkmäler der rheinland-pfälzischen Ortsgemeinde Panzweiler aufgeführt. Grundlage ist die Denkmalliste des Landes Rheinland-Pfalz (Stand: 21. September 2023).

## Einzeldenkmäler
| Bezeichnung                              | Lage                  | Baujahr         | Beschreibung                                                                  | Bild                           |
| ---------------------------------------- | --------------------- | --------------- | ----------------------------------------------------------------------------- | ------------------------------ |
| Katholische Kapelle St. Johannes Baptist | Hauptstraße 4 Lage    | 1791            | Saalbau, bezeichnet 1791                                                      | weitere Bilder Fotos hochladen |
| Quereinhaus                              | Johannisstraße 2 Lage | 19. Jahrhundert | Quereinhaus; Fachwerkbau, teilweise massiv oder verschiefert, 19. Jahrhundert | BW                             |